# Kamov Ka-27

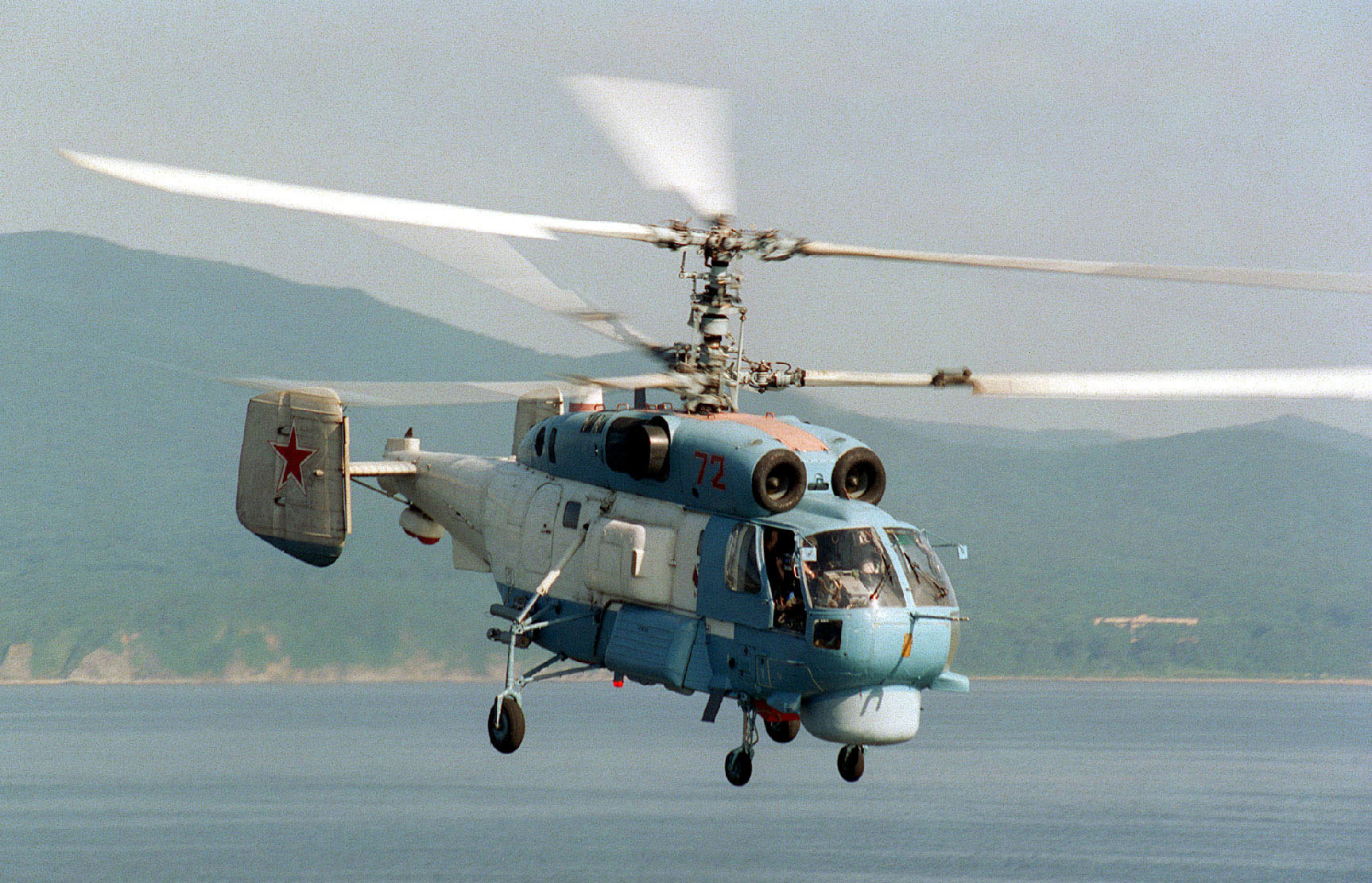
Kamov Ka-27PS

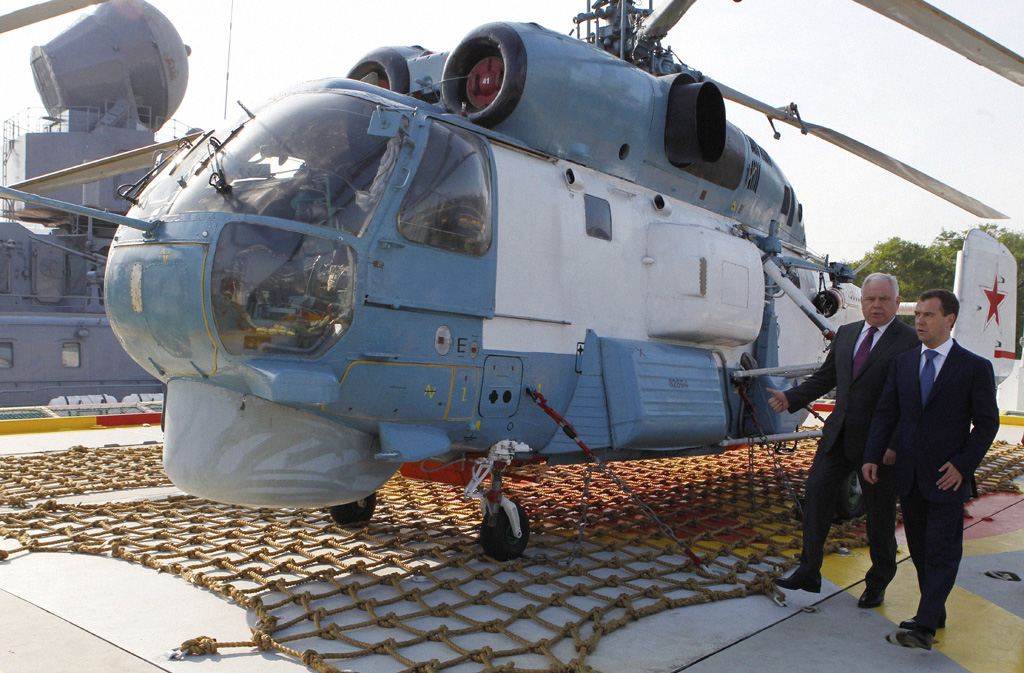
Trực thăng Ka-27 bên cạnh tổng thống Nga Medvedev trong chuyến thăm vùng Viễn Đông

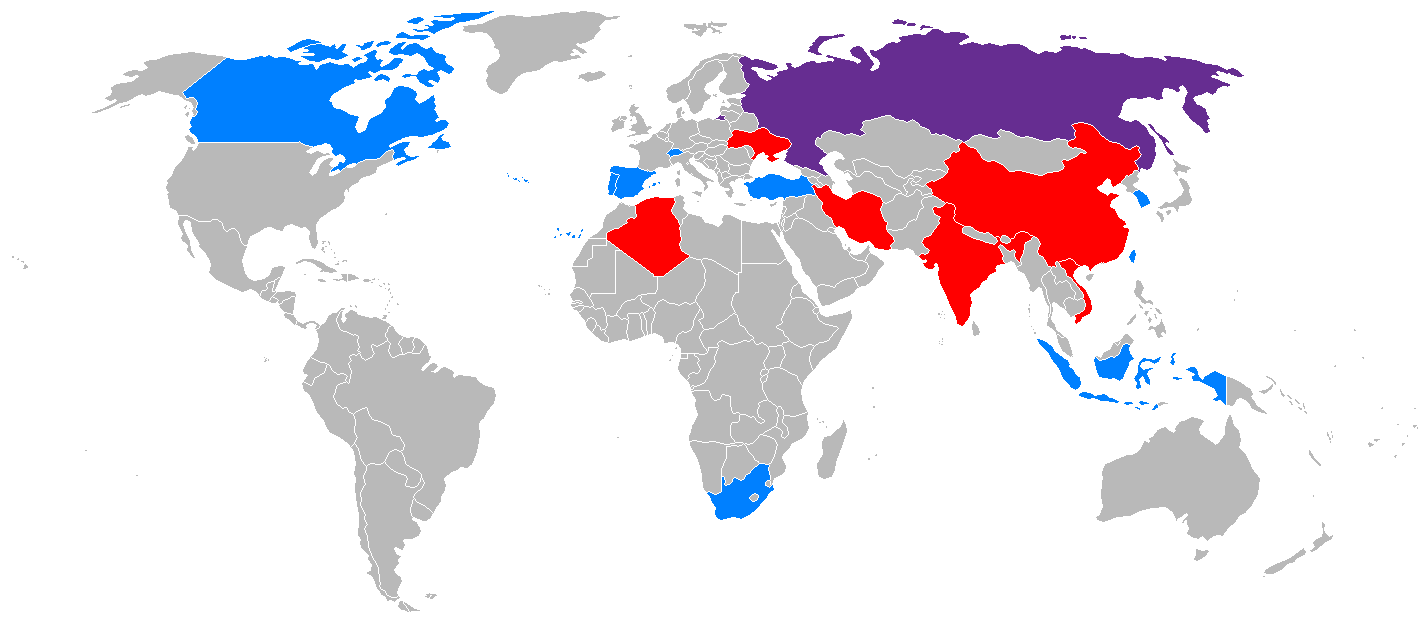
Các nước sử dụng

Ka-27 (ký hiệu NATO là Helix, nghĩa là Ốc sên) là một loại máy bay trực thăng quân sự do Kamov sản xuất để trang bị cho Hải quân Liên Xô và hiện nay là Nga. 
Vào ngày 3 tháng 4 năm 1972, Ủy ban Trung ương CPSU và Hội đồng Bộ trưởng Liên Xô đã thông qua Nghị quyết số 231-86, theo đó Cục Thiết kế Kamov được giao nhiệm vụ phát triển máy bay trực thăng chống ngầm hạng nặng Ka- 252, sau này trở thành Ka-27. Yêu cầu chính đối với trực thăng mới là phải dựa trên các tàu giống như Ka-25, có khả năng tìm kiếm tàu ngầm ở khoảng cách lên tới 200 km tính từ tàu sân bay trong vòng một tiếng rưỡi. Nếu không, chiếc trực thăng đơn giản phải tốt hơn người tiền nhiệm của nó.
Các nhà phát triển từ Cục thiết kế Kamov cảnh báo rằng trong mọi trường hợp, trực thăng mới sẽ thua kém trực thăng chống ngầm SH-3D của Mỹ về khả năng chiến đấu. Các thành viên Ủy ban Nhà nước không thích điều này, nhưng khi đi sâu vào bản chất, làm quen với danh sách các thiết bị được cho là lắp đặt trên Ka-252, họ phải thừa nhận chiếc trực thăng này đã được trang bị tất cả các thiết bị tiên tiến nhất của Liên Xô và đơn giản là họ không có cái nào khác tốt hơn.
Ka-27 nguyên bản là máy bay trực thăng chống tàu ngầm. Công việc thiết kế Ka-27 bắt đầu từ đầu thập niên 1970; và, đến năm 1973, nguyên mẫu cất cánh lần đầu tiên. Từ nguyên mẫu, nhiều phiên bản Ka-27 đã ra đời, gồm cả loại tìm kiếm cứu hộ, loại cảnh báo sớm trên không và loại có vũ trang như máy bay trực thăng vũ trang Ka-29, máy bay trực thăng cảnh báo sớm trên không Ka-31 và phiên bản dân sự Ka-32; phiên bản xuất khẩu Ka-28 này chính là kết hợp của cả ba phiên bản trực thăng trên.
Giống như nhiều máy bay trực thăng Kamov khác, Ka-27 được trang bị 2 cánh quạt đồng trục, nên không cần cánh quạt đuôi. Nó có 2 động cơ turbo trục (turboshaft) Isotov, mỗi cái 1.660 KW. Tốc độ tối đa có thể đạt được là 270 km/h, và tầm hoạt động là 980 km. Vũ khí tấn công tàu ngầm chính của Ka-27 gồm ngư lôi hoặc phao thủy âm. Phiên bản Ka-29 còn có thêm súng máy GShG-7,62 gắn phía trước với 1800 viên đạn, một pháo 2A42 30 mm với 250 viên đạn, thêm 4 mấu cứng để treo bom, ống phóng đạn phản lực hoặc đạn tự hành. Các thiết bị điện tử hàng không gồm radar, thiết bị dò âm sâu, thiết bị phát hiện dị thường từ (MAD), phao thủy âm.
Giá mỗi chiếc Ka-27 vào khoảng 1,5 triệu dollar Mỹ.

## Thông số kỹ thuật (Kamov Ka-27PL)
Dữ liệu lấy từ 
Đặc tính tổng quan
- Kíp lái: 1-3, thêm 2-3 ở một số phiên bản Ka-27
- Sức chứa: 4.000 kg (8.818 lb) khi cất cánh (Ka-32), hay 16 lính (Ka-29).
- Chiều dài: 11,3 m (37 ft 1 in)
- Chiều cao: 5,5 m (18 ft 1 in)
- Trọng lượng rỗng: 6.500 kg (14.330 lb)
- Trọng lượng có tải: 11.000 kg (24.251 lb)
- Trọng lượng cất cánh tối đa: 12.000 kg (26.455 lb)
- Động cơ: 2 × Isotov TV3-117V Động cơ cánh quạt, 1.660 kW (2.230 hp) mỗi chiếc
- Đường kính rô-to chính: 2× 15,8 m (51 ft 10 in)
- Diện tích rô-to chính: 392,2 m2 (4.222 foot vuông)

Hiệu suất bay
- Vận tốc cực đại: 270 km/h (168 mph; 146 kn)
- Vận tốc hành trình: 205 km/h (127 mph; 111 kn)
- Tầm bay: 980 km (609 mi; 529 nmi)
- Trần bay: 5.000 m (16.404 ft)

Vũ khí trang bị

Ka-27

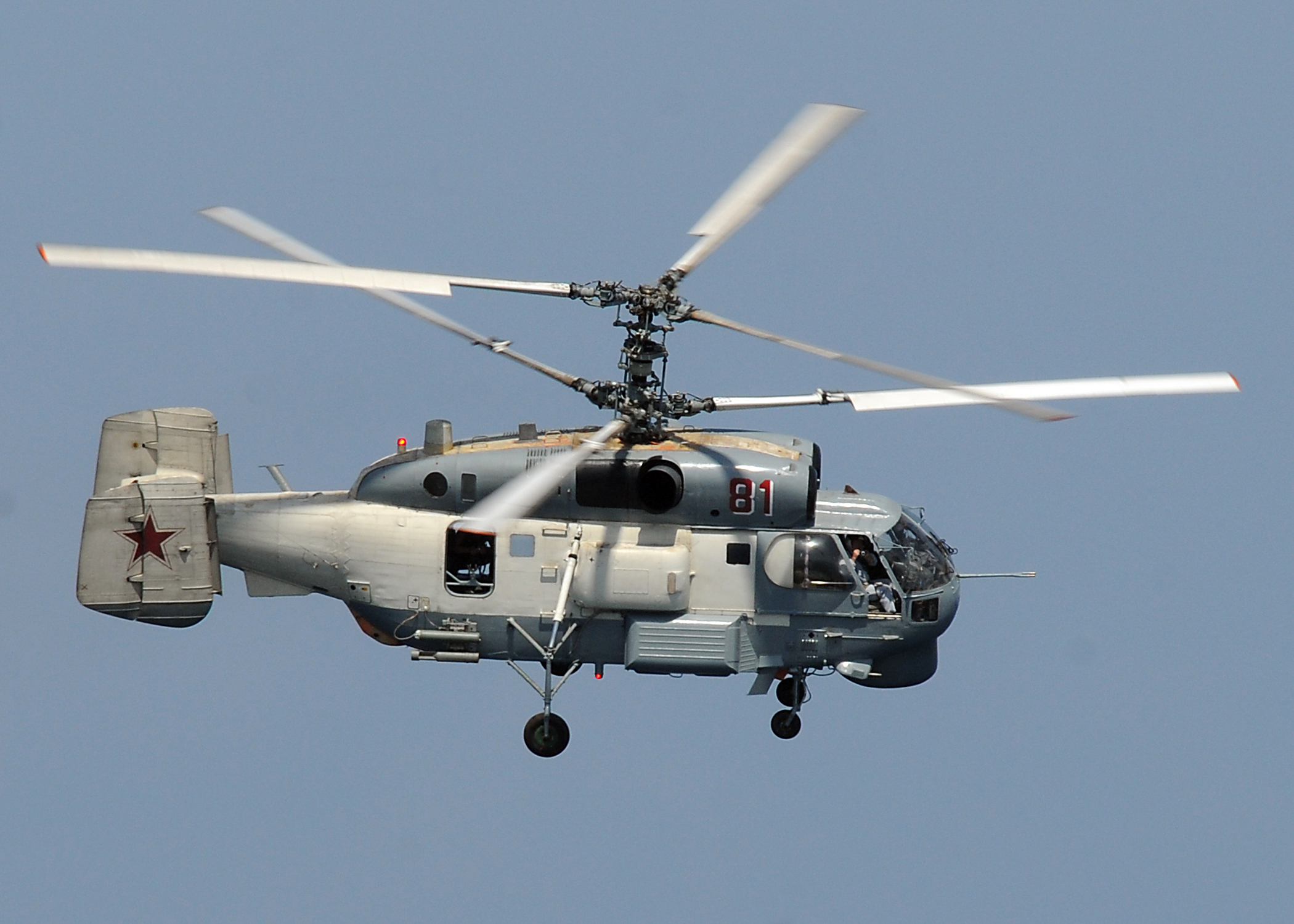
Kamov Ka-27PL (Kamov Ka-28)

- 1 ngư lôi dẫn đường (AT-1M, VTT-1, UMGT-1 Orlan, APR-2 Yastreb) hay
- 36 rốc két RGB-NM hoặc RGB-NM-1
- Bom chống ngầm

Ka-29TB
- 1x súng máy GShG-7,62 7,62 mm với 1800 viên
- 1x pháo 30 mm 2A42 với 250 viên đạn
- 4x giá treo vũ khí ở bên ngoài có thể mang bom, rốc két,... hay 4 tên lửa chống tăng hạng nặng 9K114 Shturm (9K114 chỉ có thể lắp đặt trên Ka-29TB và Ka-32T)

Hệ thống điện tử

- Ra đa E801M Oko tầm quét 110-135 km,
- Thiết bị phát hiện điểm từ trường bất thường Hệ thống MAD
- Sonar dò tìm tàu ngầm VGS
- Phao âm RGB.